# Josef Redtenbacher (entomologiste)
Pour les articles homonymes, voir Josef Redtenbacher et Redtenbacher.
Josef Redtenbacher, né le 27 mars 1856 à Kirchdorf an der Krems et mort le 18 juillet 1926 à Linz, est un entomologiste autrichien. Il a principalement travaillé sur les orthoptères, notamment d'Europe centrale, et collaboré avec Karl Brunner von Wattenwyl. Il a aussi travaillé sur les dermaptères. Il est le neveu de Ludwig Redtenbacher, physicien et entomologiste spécialiste des coléoptères.